# Weltmeister M7
Weltmeister M7 — среднеразмерный электромобиль-седан, выпускавшийся китайским производителем WM Motor (кит. 威马汽车) под брендом Weltmeister.

## Описание
В мае 2020 года китайская компания WM Motor представила прототип своего первого флагманского представительского электромобиля — Weltmeister Maven Concept. Серийный вариант, получивший название Weltmeister M7, был представлен в ноябре 2021 года.
Автомобиль имеет обширный пакет датчиков и камер, который позволил достичь продвинутого четвёртого уровня полуавтономного вождения. По всему корпусу расположено 32 датчика, а на передней кромке крышки имеются три лидара, что обеспечивает непрерывный мониторинг и сканирование окружающей среды. Производитель утверждает, что M7 готов обеспечить движение, максимально приближённое к требованиям полностью автономного вождения.
Поставки M7 планировались к концу 2022 года исключительно на внутреннем китайском рынке, однако производство не было осуществлено из-за финансового кризиса Weltmeister.

## Технические характеристики
M7 оснащён аккумулятором ёмкостью 98 кВт⋅ч. Запас хода на одной зарядке составляет около 700 км.